# Philipp Möhring
Philipp Möhring (* 4. September 1900 in Berlin; † 16. November 1975 in Baden-Baden) war ein Jurist, Autor und Rechtsanwalt beim Bundesgerichtshof.

## Leben
Möhring war der Sohn eines Verlegers. Am Ersten Weltkrieg nahm er als Freiwilliger (zuletzt Fahnenjunker) teil. Nach seinem Abitur am Humanistischen Gymnasium in Berlin-Friedenau nahm er zum Wintersemester 1918 das Studium der Rechtswissenschaften an der Friedrich-Wilhelms-Universität Berlin auf. Dort gehörte er seitdem der Berliner Burschenschaft Franconia an. Weitere Studienorte waren Jena und Freiburg. Nach dem Referendarexamen wurde er im Oktober 1921 mit der Dissertation Die körperliche Untersuchung im Strafprozess und die Verwertung ihrer Ergebnisse zum Dr. jur. an der Universität Jena promoviert. Er wurde im Jahr 1925 als Rechtsanwalt in Berlin zugelassen, nachdem er beide Examina mit der Note „sehr gut“ bestanden hatte. Im gleichen Jahr heiratete er.
Als Rechtslehrer war der promovierte Jurist, Ehrendoktor der Volkswirtschaft an der Wirtschaftshochschule in Berlin und den Universitäten in Hamburg, Köln, Bonn, Heidelberg und Salzburg tätig, in Köln, Heidelberg und Salzburg als Honorarprofessor. Nach 1933 verschaffte er einem wegen dessen jüdischer Ehefrau aus dem Richterberuf verdrängten Kollegen eine Stelle als Mitarbeiter in seiner Kanzlei, die er gegründet hatte, nachdem er aus der Kanzlei seiner jüdischen Seniorpartner (u. a. Bruno Marwitz) ausgeschieden war. Für die Stagma fungierte er in der NS-Zeit als Syndikus und wirkte als Vertreter Deutschlands im internationalen Dachverband der Verwertungsgesellschaften Cisac.

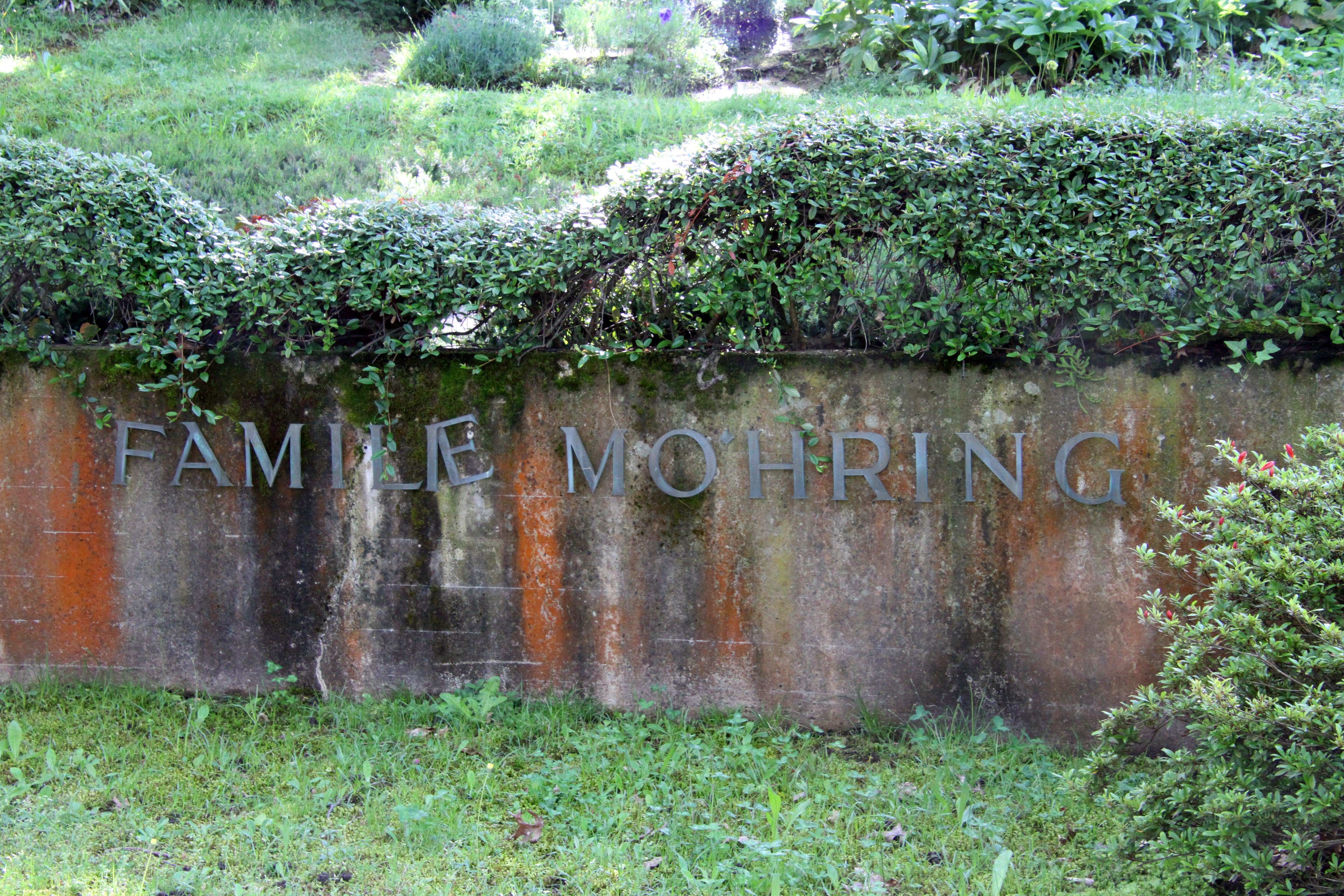
Grabmal auf dem Hauptfriedhof Baden-Baden

Im Zweiten Weltkrieg wurde er zunächst als Unteroffizier zu den Eisenbahnpionieren eingezogen, dann aber in das Luftfahrtministerium abkommandiert. Anschließend wurde er zum Treuhänder eines zum Rothschild-Vermögen gehörenden Unternehmens bestellt, aber nach einiger Zeit wieder abberufen. Kurz vor Kriegsende wurde er als Kriegsgerichtsrat nach Bamberg versetzt. 1948 wurde er als Anwalt beim Obersten Gerichtshof für die Britische Zone zugelassen. Bei der Commerzbank war er zunächst Justiziar und von 1952 bis 1958 Vorsitzender des Aufsichtsrats der entflochtenen Commerz- und Creditbank AG. Von 1961 bis 1963 war er kommissarischer Direktor des Instituts für Bankrecht an der Universität zu Köln. Seit dem 2. Oktober 1950 war er als Rechtsanwalt beim Bundesgerichtshof tätig; die Kanzlei wurde und wird von Rudolf Nirk und Ekkehart Schott fortgeführt.
Philipp Möhring ist Vater der Publizistin Rubina Möhring.

## Veröffentlichungen
Möhring gilt als sehr vielseitiger Jurist. Hervorzuheben sind der Kommentar zum Urheberrecht von Marwitz-Möhring (1929), der 1937 erschienene Patentrechtskommentar Klauer-Möhring (in erster und zweiter Auflage gemeinsam mit dem damaligen Präsidenten des Reichspatentamts Georg Klauer, zuletzt 1971 in dritter Auflage), der mit Käte Nicolini begründete Kommentar zum Urheberrechtsgesetz (1970, dritte Auflage 2015, herausgegeben von Hartwig Ahlberg und Horst-Peter Götting), ein von Rudolf Nirk fortgeführter Kommentar zum Kreditwesengesetz (1964; 9. Auflage 1992) und insbesondere das Nachschlagewerk zur Rechtsprechung des Bundesgerichtshofs Lindenmaier-Möhring, das er gemeinsam mit Fritz Lindenmaier begründet hat (heute verändert als LMK fortgeführt). Das Schriftenverzeichnis nennt 70 Zeitschriftenaufsätze, 32 Beiträge in Sammelwerken und Festschriften, 20 publizierte Vorträge und 29 Kurzaufsätze.

## Auszeichnungen
Philipp Möhring wurde 1970 das Große Bundesverdienstkreuz mit Stern verliehen.